# عيوب الرضا
عيوب الرضا هي كل عيب يطرأ على ذات المتعاقد ونفسه ويجعل معه رضائه معيبا، فيعدم العقد القانوني أو يبطله ويفضي إلى تكوينه تكوينا غير صحيحا.
عددها المشرع في أغلب القوانين على سبيل الحصر لا الذكر، وهي:
- الغلط: وهو الوقوع في غير الصواب فيتوهم غير الحقيقة، كالغلط في ذات المعقود عليه، كأن يعتقد المتعاقد أنه اشترى سيارة وهو إشترى دراجة، وفي المقابل قدر المشرع أن مجرد الغلط في الحساب لا ينجر عليه الفسخ لعدم تسلطه على جوهر العقد.
- الإكراه: إذا تسلط على العقد أعابه، وهو كل تهديد مادي أو معنوي يفرض على المتعاقد، يجعله في خوف على حياته أو حياة أحد أفراد عائلته يفضي إلى إبرامه العقد.[1]
- التغرير: هو كل فعل أو قول يلجأ إلى استعمال الخدع والخزعبلات فيري المتعاقد غير الحقيقة.[2]
- التدليس :
- الإستغلال :
- الغبن :